# Minna Canthová
Minna Canthová, rodným jménem Ulrika Wilhelmina Johnssonová (19. března 1844, Tampere - 12. května 1897, Kuopio) byla finská spisovatelka.
V rané fázi své tvorby měla blízko k feminismu, anarchismu a socialismu. Později se dostala na pozice křesťanské. V literatuře byla představitelkou realismu. Byla první významnou finskou spisovatelkou. Nejznámější jsou její divadelní hry Työmiehenvaimo (Dělníkova žena) a Papin perhe (Pastorova rodina). Od roku 2007 je ve Finsku slaven den Minny Canthové – státní svátek („Den vlajky“) sociální rovnosti na její památku, v den jejích narozenin.

## Překlady do češtiny
- CANTH, Minna. Rozednívá se! Obzor 16, 1893, 15–16, s. 241–242; 17–18, s. 257–264. Přel. A. K. Suomalainen (Alois Koudelka).